# Catacombe van de Jordaniërs
De Catacombe van de Jordaniërs (Italiaans: Catacomba dei Giordani) is een van de catacombecomplexen in de Italiaanse stad Rome. De catacombe ligt aan de linkerkant van de Via Salaria, onder de huidige Villa Ada, in de moderne wijk Parioli.

## Geschiedenis
Op basis van de vondsten in de begraafplaats kan de catacombe worden gedateerd tussen de tweede helft van de derde eeuw en de eerste helft van de vijfde eeuw: er zijn zelfs inscripties ontdekt die de uiterste data van 269 en 436 aangeven. Het is getiteld dei Giordani vernoemd naar de naam van de familie die het land bezat waarin het werd opgegraven.
De catacombe werd in 1720 aan het licht gebracht door de archeologen Marcantonio Boldetti en Giovanni Marangoni, maar werd aanvankelijk aangezien voor die van Thrason. In 1873 identificeerde de archeoloog Giovanni Battista de Rossi opnieuw de begraafplaats van Priscilla daar, terwijl de jezuïet Raffaele Garrucci de toeschrijving aan de catacombe van Thrason bevestigde. Deze dubbelzinnigheden met betrekking tot identificatie bleven bestaan tot de opgravingen die in 1966 werden uitgevoerd door de Pauselijke Commissie voor Gewijde Archeologie, waardoor archeologen het konden identificeren als de Catacombe van de Jordaniërs, vooral dankzij de ontdekking van het graf van de martelaar Alexander, die door meerdere historische bronnen werd aangegeven in coemeterio Iordanorum.
Het begraafplaatscomplex is rond de 18e eeuw door de corpisantari (relikwiezoekers en grafrovers) verbonden met de nabijgelegen Catacombe van Sint-Hilaria door de opening van een smalle tunnel.

## Martelaren
Oude bronnen getuigen van de aanwezigheid op deze ondergrondse begraafplaats van de graven van de martelaren Martialis, Vitalis en Alexander (die volgens de overlevering drie van de zeven kinderen van Sint-Felicitas zijn). De Depositio Martyrum, de oudste van deze bronnen, verklaart hun begrafenis op de Via Salaria op 10 juli. Het Martyrologium Hieronymianum voegt aan de datum van 31 december de begrafenis toe op de Jordaanse begraafplaats van een groep van zeven maagden: Donata, Paolina, Rogata, Dominanda, Serotina, Saturnina en Ilaria. Ten slotte meldt de Notitia ecclesiarum urbis Romae dat er bovengronds een basiliek was gewijd aan de martelaren Martialis en Vitalis: er is niets meer over van dit gebouw, dat nog steeds zichtbaar was voor Antonio Bosio aan het einde van de zestiende eeuw. De enige archeologische bevestiging van deze gegevens in de literaire bronnen is, zoals reeds vermeld, het graf van de martelaar Alexander.

## Situering en beschrijving
De catacombe is niet in perfecte staat meer, doordat ze in het verleden bezocht is door corpisantari, relikwiezoekers en grafrovers. Het is aangelegd op verschillende niveaus, met een maximum van vijf.
In de jaren 1960 werd de crypte van de martelaar Alexander ontdekt. De bevestiging van deze identificatie komt van het ter plaatse ontdekken en samenvoegen van fragmenten van drie marmeren platen gewijd aan de heilige, daterend uit verschillende tijdperken. De eerste is degene die paus Damasus I wijdde aan de martelaar (4e eeuw), gebeeldhouwd door zijn medewerker Furius Dionysius Filocalus: deze plaat werd vernietigd tijdens het beleg van de Goten in 537-538. Onmiddellijk daarna liet paus Vigilius een tweede uithouwen in plaats van de Damasiaanse: de fragmenten van de laatste regel dragen duidelijk de naam van Alexander. Ten slotte is de derde epigraaf een gelofte van een zekere Marcellus (5e eeuw), met de toewijding aan deze martelaar.
Naast de kamer van de martelaar Alexander, verdient in de catacombe de kamer van de Exodus vermelding. Deze kamer is volledig bedekt met fresco's uit de vierde eeuw, met name in het gewelf met afleveringen, zeldzaam in de catacomben, ontleend aan het boek van het Oude Testament dat de naamgever is.